# Ніколаєвська сільська рада (Поспєлихинський район)
Нікола́євська сільська рада (рос. Николаевский сельский совет) — сільське поселення у складі Поспєлихинського району Алтайського краю Росії.
Адміністративний центр — село Ніколаєвка.

## Населення
Населення — 1626 осіб (2019), 1754 осіб (2010), 2088 осіб у 2002 році.

## Склад
До складу сільської ради входять:
| Населений пункт       | Населення, осіб (2002) | Населення, осіб (2010) |
| --------------------- | ---------------------- | ---------------------- |
| Гавриловський, селище | 463                    | 390                    |
| Ніколаєвка, село      | 1625                   | 1364                   |